# Verlag M
Der Verlag M ist ein zum Stadtmuseum Berlin gehörender Verlag, der Publikationen zum Berliner Stadtleben herausbringt.

## Geschichte
Der Verlag M im Stadtmuseum Berlin wurde 2008 aus Anlass des 100. Geburtstags des Märkischen Museums am Köllnischen Park in Berlin von der Generaldirektorin der Stiftung Stadtmuseum Berlin, Franziska Nentwig und ihrer Tochtergesellschaft, der Stadtmuseum Berlin GmbH gegründet. Verlegerin war von 2008 bis 2017 Christine Friedrich, seit 2018 ist Programmleiter Jan Mende. Mit dem Band Gefühlte Geschichte. 100 Jahre Märkisches Museum erschien die erste Publikation. Seither veröffentlicht der Verlag Publikationen zum Berliner Stadtleben. Die Bücher des Verlags thematisieren historische Ereignisse, aber auch die Spuren, die diese in der Stadt hinterlassen, aktuelle Debatten und Persönlichkeiten Berlins.
Dabei zeigen die Bücher vielfältige Perspektiven der Stadtgeschichte auf, werden Berliner Ideen, Orte und Menschen vorgestellt. Die Reihe Museum in der Tasche bezieht sich vorrangig auf das Stadtmuseum Berlin – auf Objekte, Geschichten und Forschungsergebnisse aus den Sammlungen und Depots des Museums. Darüber hinaus werden Bildbände und Kataloge zu Ausstellungen des Stadtmuseums Berlin publiziert. 
Herausgeberin der Reihe Museum in der Tasche war bis 2013 die damalige Generaldirektorin der Stiftung Stadtmuseum Berlin Franziska Nentwig.

## Autoren und Wissenschaftler (Auswahl)
Götz Aly, Elisabeth Bartel, Dominik Bartmann, Andreas Bernhard, Jan Peter Bremer, Claudia Czok, Marlies Ebert, Anne Franzkowiak, Christine Friedrich, Marina Fümel, Manfred Graefe, Ines Hahn, Albrecht Henkys, Friedhelm Hoffmann, Bert Hoppe, Barbara Kalender, Eberhard Kirsch, Peter Knüvener, Jost Lehne, Susanne Linzer, Bettina Machner, Harald Martenstein, Peter Matuschek, Lavinia Meier-Ewert, Jan Mende, Ines Quitsch, Bärbel Reißmann, Heike-Katrin Remus, Andreas Resch, Thomas Resch, Angelika Ret, Sebastian Ruff, Gernot Schaulinski,  Gerhard Schiesser, Jörg Schröder,  Peter Schwirkmann, Jacob Steinberg, Silvia Thyzel, Irina Tlusteck, Bernd Ulrich, Renate Veigel, Ernst Volland, Lothar Vossmeyer, Martina Weinland, Kurt Winkler, Uwe Winkler, Beate Witzel

## Fotografen (Auswahl)
Kermit Berg, Ernst von Brauchitsch, Harry Croner, Peter Gormanns, Matthias Holfeld, Ludwig Menkhoff, Max Missmann, Moritz Möller, Siebrand Rehberg, Tobias Tanzyna, Jochen Wermann